# Kirche Unserer Lieben Frau vom Rosenkranz (Asmara)

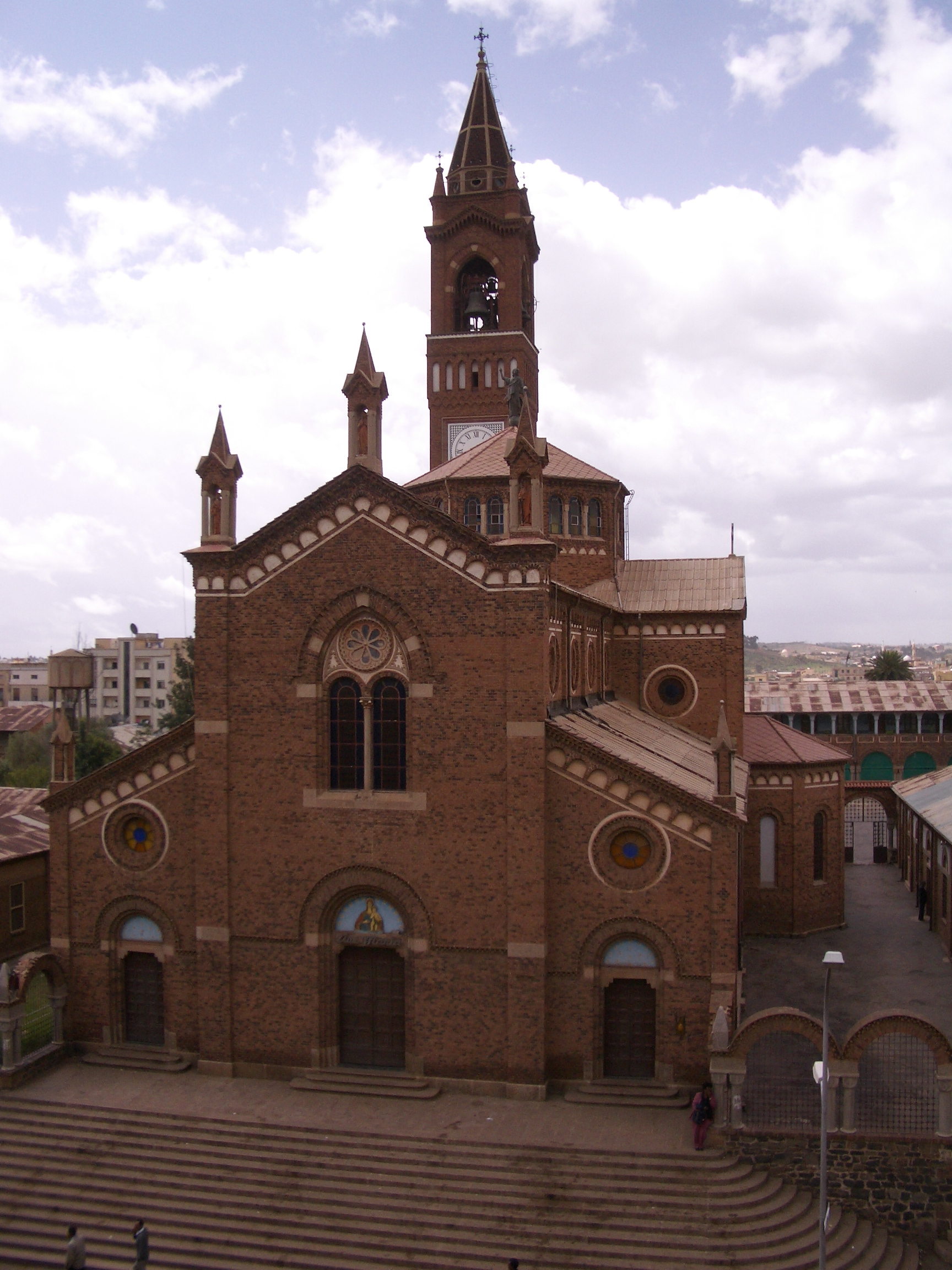
Kirche Unserer Lieben Frau vom Rosenkranz in Asmara

Die Kirche Unserer Lieben Frau vom Rosenkranz (italienisch Chiesa della Beata Vergine del Rosario) in Asmara wurde 1921–1923 im romanisch-lombardischen Baustil errichtet. Die Kirche steht im Zentrum von Asmara. Sie stammt aus einer Zeit, als Eritrea unter italienischer Kolonialherrschaft stand (siehe: Kolonie Eritrea), Architekt war Oreste Scanavini.
Die Bauarbeiten dauerten von Juni 1921 bis September 1923 und die Kirche wurde am 14. Oktober 1923 an Unsere Liebe Frau vom Rosenkranz geweiht.
Sie war die Hauptkirche des Apostolischen Vikariats Asmara bis 1995, dem Jahr, in dem das Apostolische Vikariat aufgelöst wurde. Seit damals ist sie eine Pfarrkirche der Erzeparchie Asmara. Die Eritreisch-Katholische Kirche ist eine autonome Kirche eigenen Rechts der römisch-katholischen Kirche.
Der 57 m hohe neugotische Turm nimmt architektonische Elemente des Big Ben, des Glockenturms des Palace of Westminster, in London auf. Der Turm kann bestiegen werden und bietet eine bemerkenswerte Aussicht über die Innenstadt mit ihrem Bauensemble aus Gebäuden im Stil des Art déco. Auf dem Gelände der Kirche bestehen ein Kindergarten, eine Grundschule, ein Kloster und eine Klosterschule, die zusammen mit der Kirche errichtet wurde.